# Tilapia congica
Tilapia congica är en fiskart som beskrevs av Max Poll och Thys van den Audenaerde, 1960. Tilapia congica ingår i släktet Tilapia och familjen Cichlidae. IUCN kategoriserar arten globalt som livskraftig. Inga underarter finns listade i Catalogue of Life.